# Old Mammoth
Old Mammoth è una ex comunità non incorporata ora incorporata nella città di Mammoth Lakes. Si trova ad un'altitudine di 2443 m.